# 1062 (szám)
Az 1062 (római számmal: MLXII) az 1061 és 1063 között található természetes szám.

## A szám a matematikában
A tízes számrendszerbeli 1062-es a kettes számrendszerben 10000100110, a nyolcas számrendszerben 2046, a tizenhatos számrendszerben 426 alakban írható fel.
Az 1062 páros szám, összetett szám. Kanonikus alakja 21 · 32 · 591, normálalakban az 1,062 · 103 szorzattal írható fel. Tizenkét osztója van a természetes számok halmazán, ezek növekvő sorrendben: 1, 2, 3, 6, 9, 18, 59, 118, 177, 354, 531 és 1062.
Az 1062 egyetlen szám valódiosztó-összegeként áll elő, ez az 1061².

## Csillagászat
- 1062 Ljuba kisbolygó